# Дельбрюковское рассеяние
Дельбрю́ковское рассе́яние, рассе́яние Дельбрюка — рассеяние фотонов на виртуальных фотонах сильного электромагнитного поля (например, на кулоновском поле ядра). 
Это первый из предсказанных нелинейных эффектов квантовой электродинамики. Дельбрюковское рассеяние, в отличие от комптоновского, не меняет энергии фотона в системе отсчёта, в которой векторный потенциал поля в точке рассеяния равен нулю. 
Дельбрюковское рассеяние может происходить как с сохранением, так и с инверсией спина фотона.

## Механизм

Фейнмановская диаграмма дельбрюковского рассеяния

Виртуальный фотон поля (снизу слева) порождает электрон-позитронную пару (левая и нижняя стороны квадрата). Падающий фотон рассеивается на одном из лептонов, после чего тот аннигилирует со своей античастицей, порождая виртуальный фотон.

## Сечение рассеяния
Для фотонов небольших энергий {\displaystyle \left(\hbar \omega \ll m_{e}c^{2}\right)} сечение рассеяния с сохранением спина:
{\displaystyle d\sigma _{++}=d\sigma _{--}=1,004\cdot 10^{-3}(Z\alpha )^{4}r_{0}^{2}\cos ^{4}(\vartheta /2)d\Omega }
а сечение рассеяния с инверсией спина:
{\displaystyle d\sigma _{+-}=d\sigma _{-+}=3,81\cdot 10^{-4}(Z\alpha )^{4}r_{0}^{2}\sin ^{4}(\vartheta /2)d\Omega }
где {\displaystyle \vartheta } — угол рассеяния фотона, {\displaystyle Z} — зарядовое число атома, {\displaystyle d\Omega } — элемент телесного угла, {\displaystyle r_{0}=e^{2}/4\pi \varepsilon _{0}m_{e}c^{2}} — классический радиус электрона.
При высоких энергиях сечение рассеяния вперёд равно:
{\displaystyle d\sigma {\big |}_{\vartheta =0}={\frac {49}{81\pi ^{2}}}(Z\alpha )^{4}r_{0}^{2}\left({\frac {\hbar \omega }{m_{e}c^{2}}}\right)^{2}\left[\ln ^{2}{\frac {0{,}15\hbar \omega }{m_{e}c^{2}}}+{\frac {\pi ^{2}}{4}}\right]d\Omega }
где первое слагаемое в квадратных скобках отвечает за рассеяние без изменения спина, а второе — за инверсию спина.
Полное сечение дельбрюковского рассеяния при {\displaystyle \hbar \omega \gg m_{e}c^{2}} стремится к пределу:
{\displaystyle \sigma _{\omega \to \infty }={\frac {98Z^{4}\alpha ^{6}\hbar ^{2}}{81\pi m_{e}^{2}c^{2}}}}

## История
С 1932 по 1937 год, Макс Дельбрюк (нем. Max Delbrück) работал в Берлине ассистентом Лизы Мейтнер, сотрудничавшей с Отто Ганом в исследовании нейтронного излучения урана. В этот период он написал несколько работ, одна из которых, написанная в 1933 году, стала важным вкладом в теорию рассеяния гамма-лучей на кулоновском поле благодаря поляризации вакуума, вызванной этим полем. Его выводы оказались неприменимы в данном конкретном случае, однако 20 лет спустя Ханс Бете подтвердил существование такого явления и назвал его «Дельбрюковским рассеянием».
В 1953 году Роберт Уилсон наблюдал дельбрюковское рассеяние гамма-лучей энергией 1,33 МэВ в электрическом поле ядра свинца.
В 2012 году было впервые продемонстрировано, что дельбрюковское рассеяние приводит к появлению положительного показателя преломления гамма-лучей (с энергией фотона 0,7—2 МэВ) в кремнии. Считается, что это открытие может привести к созданию эффективной гамма-оптики.